# Perunkaselkä
Perunkaselkä är en kulle i Finland. Den ligger i Rovaniemi i landskapet Lappland, i den norra delen av landet, 700 km norr om huvudstaden Helsingfors. Toppen på Perunkaselkä är 190 meter över havet.
Terrängen runt Perunkaselkä är platt. Runt Perunkaselkä är det mycket glesbefolkat, med 2 invånare per kvadratkilometer. Det finns inga samhällen i närheten. 